# Levelek
Levelek ist eine ungarische Großgemeinde im Kreis Baktalórántháza im Komitat Szabolcs-Szatmár-Bereg.

## Geografische Lage
Levelek liegt 20 Kilometer östlich des Komitatssitzes Nyíregyháza und acht Kilometer südwestlich der Kreisstadt Baktalórántháza. Im nordwestlichen Teil der Großgemeinde liegt der gut 200 Hektar große Stausee Leveleki víztározó. Nachbargemeinden sind Besenyőd, Magy und Apagy.

## Sehenswürdigkeiten
- Géza-Gárdonyi-Büste, erschaffen 1992 von Richárd Attila Juha
- Griechisch-katholische Kirche Istenszülő oltalma, erbaut 1797 im spätbarocken Stil
- Reformierte Kirche
- Römisch-katholische Kirche Szentháromság
- Schloss Molnár (Molnár-kastély), erbaut in den 1770er Jahren
- Skulptur Boronás, erschaffen 1970 von Pál Kő
- Skulptur Karikázó fiú, erschaffen 1970 von László Deák
- Statue Szent József a kis Jézussal
- Weltkriegsdenkmäler

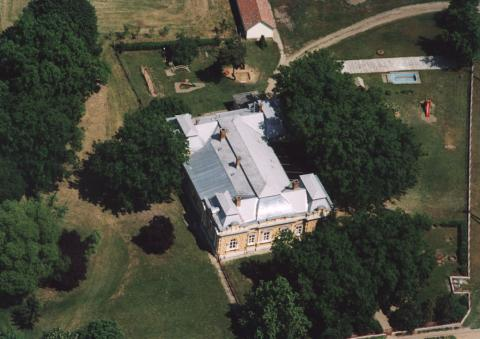
Blick auf Schloss Molnár
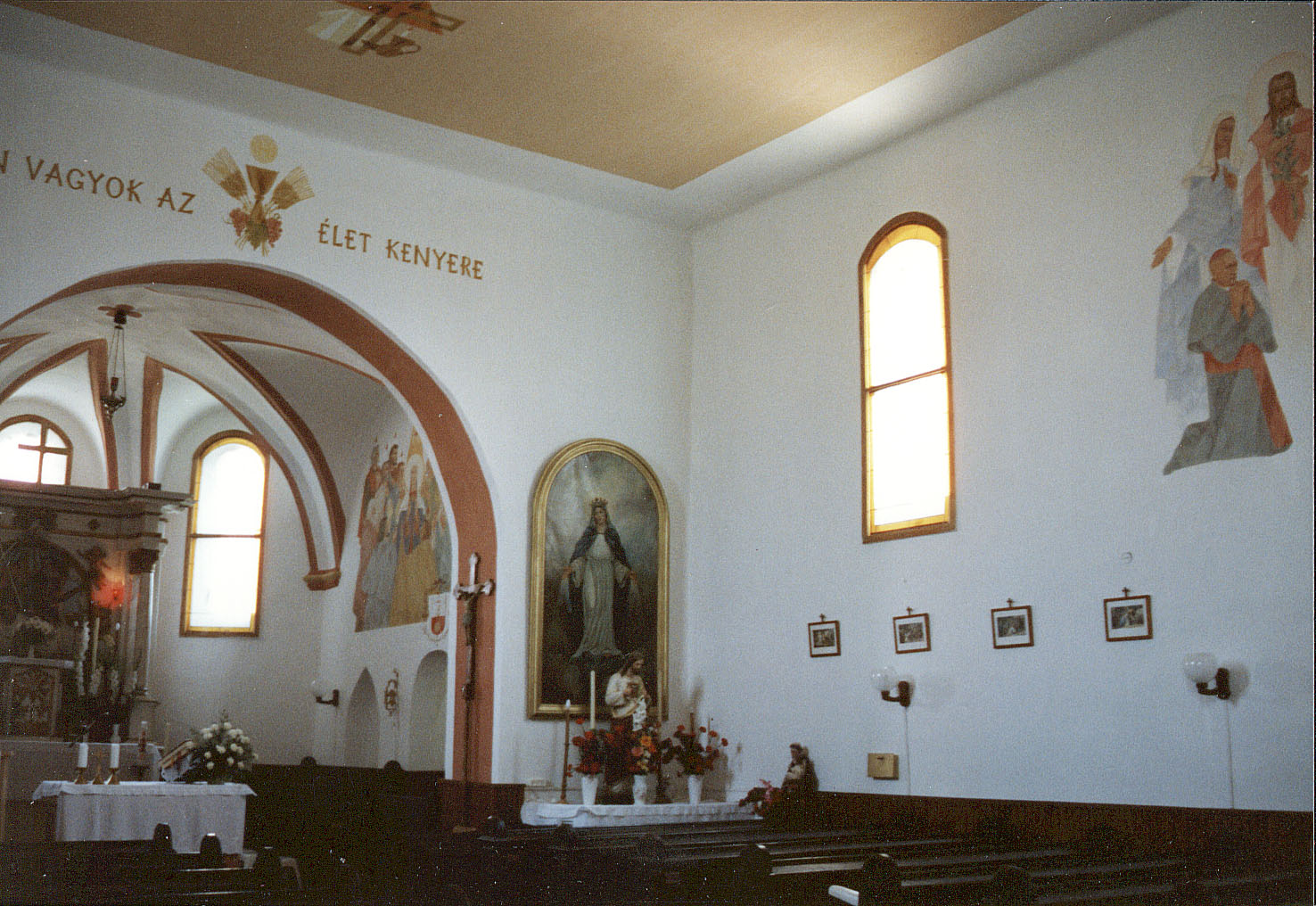
Innenraum der röm.-kath. Kirche Szentháromság

## Verkehr
Durch Levelek verläuft die Hauptstraße Nr. 41, von der im Ort die Landstraße Nr. 4926 in Richtung Süden abzweigt und nach Magy führt. Es bestehen Busverbindungen über Apagy und Napkor nach Nyíregyháza, nach Baktalórántháza, nach Besenyőd und nach Magy. Über den südlich gelegenen Bahnhof Levelek-Magy ist die Großgemeinde angebunden an die Eisenbahnstrecke von Nyíregyháza nach Vásárosnamény.